# Ващенко, Виктор Павлович
Виктор Павлович Ващенко (17 февраля 1965, Белгород, СССР) — советский и российский футболист, защитник. Мастер спорта СССР (1988).

## Биография
В 1977—1979 годах занимался в белгородской ДЮСШ «Салют». С 1979 года — в ХОСШИСП (Харьковская областная средняя школа-интернат спортивного профиля). В 1983—1985 играл во второй лиге за харьковский «Маяк». Следующие три года провёл в местном «Металлисте» в высшей лиге, обладатель Кубка СССР 1987/88. В 1989 году перешёл в клуб первой лиги «Факел» Воронеж, в 1992 году сыграл 13 игр в высшей лиги чемпионата России. В 1992—1995 годах играл в клубах низших немецких лиг «Пеш» Кёльн и «Фрехен-20» Фрехен. В 1995 годы сыграл 8 игр в высшей лиге России в составе нижегородского «Локомотива». В 1996—1997 провёл 41 игру, забил один гол в клубе второго дивизиона «Локомотив» Лиски, после чего завершил профессиональную карьеру, в 1998—1999 играл за любительские «Динамо» (Семилуки).

## Достижения
- Обладатель Кубка СССР 1988